# Laporje, Slovenska Bistrica
Laporje je gručasta in hkrati razložena vas na prehodu iz Dravinjske v Ložniško dolino. Je osrednje naselje krajevne skupnosti, ki šteje 1.714 prebivalcev in obsega še naselja Dolgi Vrh, Drumlažno, Hošnica, Ješovec, Kočno ob Ložnici, Križni Vrh, Levič, Razgor pri Žabljeku, Vrhole pri Laporju, Zgornja Brežnica in Žabljek.

## Etimologija imena
Laporje se v pisnih zgodovinskih virih  prvič omenja leta 1251 kot Lapriach (kot Lapriak leta 1273 in kot Labriach leta 1480). Ime izhaja iz slovenske besede lapor in se nanaša na značilnosti glino, ki jo najdemo v kraju in bližnji okolici. Sedanje ime kraja je v edninski obliki in srednjega spola (tisto Laporje), njegova navidezna množinska oblika pa odseva uporabo množine v mestniku (lokativu), značilni za srednjeveške zapise. Originalno ime kraja verjetno izhaja iz množinskega poimenovanja *Lapor′ane, (dobesedno: 'ljudje, ki živijo na lapornati prsti'). 

## Naravne in kulturne znamenitosti

### Osnovna šola
Sredi vasi stoji osnovna šola , ki nosi ime pedagoga Gustavu Šilihu in je bila zgrajena leta 1906, pouk v Laporju pa se je pričel že leta 1828. Ker stari prostori niso več zadostovali za pouk, so leta 2000 dogradili prizidek, ki omogoča kvalitetno delo otrokom v vrtcu, učencem in vsem zaposlenim. Je tudi središče kulturnega in športnega življenja.

### Cerkev sv Filipa in Jakoba
Cerkev sv. Filipa in Jakoba je osrednji kulturni spomenik v kraju. Kot župnija se prvič omenja leta 1395. Danes je župnija del mariborske nadškofije.
Na južni strani cerkve je vzidan žrtvenik, posvečen rimskemu bogu Marsu. Bogata je notranja oprema cerkve. Glavni oltar je delo Jožefa Holzingerja, več kipov pa je delo Jožefa Strauba. Sedanjo cerkev iz leta 1374 so prezidali 1907.

### Senegačnikova cimprača
Ob cesti, ki vodi iz Laporja proti Poljčanam, stoji Senegačniko-va cimprača. Ohranila je značilno prvotno podobo, kjer so pod eno streho združeni bivalni in gospodarski prostori.

### Kavklerjev klopotec
V Hošnici, v Kavklerjevem vinogradu, so domačini nekaj let zapored postavljali klopotec, ki je spadal med največje na Slovenskem. 

### Muzej starih šivilnih strojev
Na Križnem Vrhu 60 si lahko pri Babičevih ogledate zanimiv zasebni muzej starih šivalnih strojev. V zbirki jih je na ogled okrog osemdeset. nekateri izvirajo iz 19. stoletja.

### Zanimivosti
Na področje krajevne skupnosti Laporje sega del mogočnega hrastovega - Dobovega gozda, ki je zavarovan kot poslednji ostanek hrastovih sestojev v vzhodni Sloveniji.
Na desni strani ceste Slovenska Bistrica - Makole je območje, imenovano Gumle. Ime pove, da so tod gomile, ki verjetno izvirajo iz rimske dobe.
V Leviču 13 je že umrli slovenski gledališki režiser Branko Gombač uredil pravcati mali muzej gledališča. Domačija z zanimivo, lepo ohranjeno fasado, je bila zbirališče slovenjebistriških gledališčnikov - amaterjev.
V Vrholah - v Kavklerjevi zidanici - so v času Malih Borštnikovih srečanj uredili spominsko sobo, posvečeno Josipu Vidmarju, znanemu slovenskemu publicistu in pisatelju. Na tem območju urejajo tudi del Haloške vinsko - turistične ceste.

## Organizacije, društva in družine
- Prostovoljno gasilsko društvo Laporje  Arhivirano 2005-12-29 na Wayback Machine.
- Lovska družina Laporje
- Kultumo umetniško društvo Laporje
- Aktiv kmečkih žena
- KO Rdečega križa
- KO Zveze borcev
- Športna društva Laporje, Križni Vrh, Žabljek
- Šahovsko društvo Laporje
- Turistično društvo Laporje